# Dubnová válka (Jugoslávie)
Dubnová válka (srbochorvatsky Апрлски рат/Travanjski rat, slovinsky Aprilska Vojna, pod německým kódovým názvem Direktiva 25 či operace Strafgericht) je název, kterým je v chorvatské, srbské a slovinské historiografii označována invaze vojsk Osy na území Jugoslávie v dubnu 1941. Jugoslávie tak vstoupila do druhé světové války. Operace skončila drtivým vítězstvím vojsk Osy, jednalo se o jeden z nejlepších příkladů Blitzkriegu.

## Chronologický vývoj

### Příčiny invaze
Po vojenském puči 27. března 1941 došlo v Jugoslávii k významným politickým změnám. Přestože nová vláda vzkázala do Berlína, že nedávné přistoupení Jugoslávie Paktu tří je i nadále platné, Hitler byl převratem, který bývá často považován za inscenovaný Brity[zdroj?], rozzuřen. Rozhodl se proto k likvidaci jugoslávské monarchie, a to již téhož dne. Počítal se spoluprací všech sousedních zemí, které byly de facto jeho spojenci. Rovněž se domníval, že chorvatské a makedonské obyvatelstvo, které je nakloněno spíše odtržení od jugoslávské monarchie, je nezbytné využít k likvidaci království.

### Letecká válka
Útok na Jugoslávii začal bez vyhlášení války bombardováním Bělehradu dne 6. dubna 1941, spolu s leteckými útoky na několik dalších měst a významných strategických objektů (letiště, a také např. Kanál DTD). Bombardování jugoslávské metropole mělo charakter odvety; zničena byla veškerá infrastruktura a až 50 % místní zástavby.
Ve vzdušném boji nad jugoslávským územím měly již od samotného počátku převahu německé letouny. Kromě bombardování měst se také Němcům podařilo prostřednictvím leteckých úderů, organizovaných z rumunského a německého (Štýrsko) území zlikvidovat nemalou část jugoslávského letectva ještě předtím, než se dostalo do vzduchu. 38 jugoslávských letounů bylo zničeno v boji a dalších 77 na zemi. Vzdušného boje se na straně Osy účastnilo také italské letectvo.

### Invaze pozemních sil
Následně německá a italská vojska překročila jugoslávskou hranici v prostoru dnešního Slovinska; další útoky směřovaly i z Bulharska, Albánie a Maďarska. Ve stejnou dobu byl rovněž zahájen i německý útok na Řecko. Přestože maďarská vláda několik dní do Bělehradu vzkázala, že nebude mít vůči Jugoslávii žádné územní požadavky, dubnová válka představovala konec existence jugoslávského království, a proto již 11. dubna přistoupila k nárokování území bývalých žup Bačka, Baranja a Banát. Stejný den vyhlásilo nezávislost ustašovské Chorvatsko.
Do útoku, který dostal název operace Strafgericht (trest), nastoupilo zpočátku 19. divizí (pět tankových). 7. dubna vyrazil 14. sbor z Bulharska, 46. z Maďarska a 41. z Rumunska. Útok z Bulharska směřoval přes Niš údolím Moravy k hlavnímu městu, ofenzíva z Maďarska útočila ve směru Osijek-Sremská Mitrovica a dále k Bělehradu a útok z Rumunska mířil po ose Temešvár-Vršac rovněž k Bělehradu. Na začátku měla jugoslávská armáda početní převahu 33 divizí (téměř milion mužů), měli však horší vybavení a dobře naplánovaný útok je překvapil. 1. jugoslávská armáda bránila Slovinsko a Chorvatsko, 2. armáda stála na hranicích s Maďarskem a nejsilnější 3. armáda bránila Srbsko. Z politických důvodů byla vojska rozmístěna v široké frontě, aby nepadl bez boje žádný region a některé národy by kvůli tomu nepřeběhly na stranu nacistů, ačkoliv strategicky účelnější by bylo bránit pouze klíčové cíle.
I přes urputný odpor srbských vojáků Wehrmacht postupoval bez zastavení. Tanky nejdříve obklíčily ohniska obrany a ta pak byla likvidována pěšími jednotkami. 12. dubna dorazily k Bělehradu nejdříve stroje 11. tankové divize, později všechny tři sbory. 13. dubna ráno byl Bělehrad kompletně pod kontrolou Němců. Vybrané německé jednotky poté postupovaly na Sarajevo, kam se přesunula jugoslávská obrana. Tankové a motorizované oddíly za podpory Luftwaffe překonávaly obranné linie.Jiný armádní sbor obsadil Záhřeb, bráněný demoralizovanými Chorvaty a Slovinci. Každým dnem Němci pobrali kolem 10 000 zajatců. Po vyhlášení nezávislosti Chorvatska se na stranu Německa přidá Itálie a Maďarsko. Italská 2. armáda však byla neskutečně neschopná a úspěchů dosáhla pouze jako pomocník lépe vybavených jednotek Wehrmachtu pod velením schopných německých důstojníků.
Politické vedení země nebylo schopné čelit invazi. Vybavení jugoslávské armády bylo velice zastaralé a nemohlo se měřit s německým vojskem, které patřilo k nejlépe vyzbrojeným vojenským silám své doby. Jugoslávské velení proto nestihlo nařídit ani všeobecnou mobilizaci. Generální štáb jugoslávské armády měl navíc jen velmi povšechný přehled o vývoji situace, a často byly vydávány rozkazy neexistujícím jednotkám. Komunikace mezi vládou a vrchním velením armády prakticky neexistovala. Královská rodina uprchla do podzemního bunkru, který se nacházel v blízkosti města Mali Zvornik.
Italové a Němci si byli vědomi skutečnosti, že Srbsko dokázalo úspěšně čelit rakousko-uherské invazi na počátku první světové války, především díky zásobování z řeckých přístavů a údolím řeky Moravy. Proto bylo nejdůležitější, aby italská vojska, která postupovala z Albánie a Bulharska obsadila oblast jižního Srbska pokud možno co nejrychleji a znemožnila tak jugoslávské armádě uplatnit stejnou taktiku, jako v první světové válce. Tanky 12. armády útočící z Bulharska překročily Vardar, přestože se jugoslávské vojsko v prostoru Skopje úporně bránilo, pádu později makedonské metropole nemohlo zabránit a Němci se 10. dubna setkali s Italy u Ohridského jezera. Jugoslávci provedli i řadu ofenzivních akcí v prostoru severoalbánského města Skadar. Obsazení Skopje umožnilo pokračovat v útoku na jih do Řecka a obklíčit jednotky v Epiru.
Němcům v jejím rychlém postupu pomáhaly jak sabotáže, které prováděli příslušníci ustašovského hnutí, tak i německá menšina, která žila v Jugoslávii (především v blízkosti řeky Dunaje). Dne 10. dubna obsadilo německé vojsko Záhřeb. Za čtyři dny se tak zcela zhroutila severní fronta. Německé vojsko začalo úspěšně realizovat svůj plán oddělit chorvatský a slovinský prostor od srbských zemí. Slovinští političtí představitelé vyjednávali o budoucím uspořádání své země v rámci Třetí říše; v Záhřebu prohlásil Slavko Kvaternik chorvatský fašistický stát – Nezávislý stát Chorvatsko.

### Ústup jugoslávského vojska a kapitulace

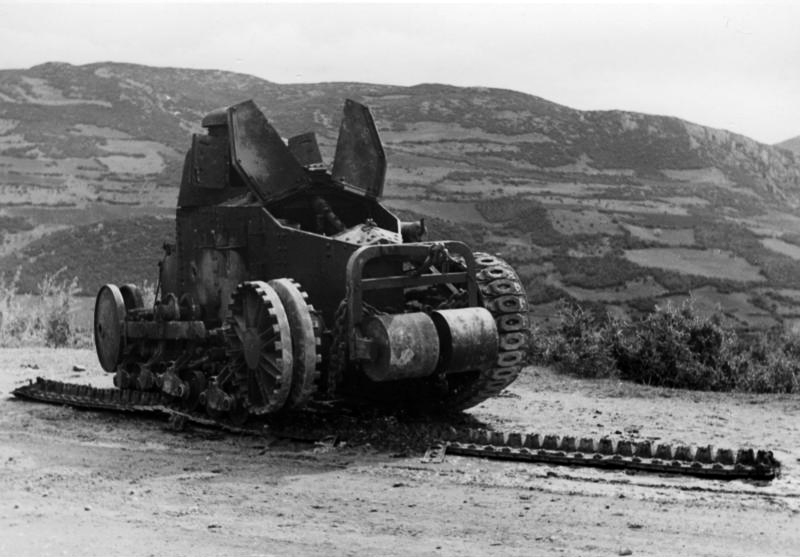
Zničený jugoslávský tank Renault FT.

Již týden po útoku na Jugoslávii musela vojska monarchie ustoupit do hornatých oblastí Bosny a Hercegoviny, kde se pokoušela bránit údolí řeky Bosny. Dne 13. dubna 1941 rezignoval Dušan Simović na post předsedy jugoslávské vlády, která se tehdy nacházela v Pale, blízko Sarajeva. Následující den přešly jednotky, bojující na albánských hranicích proti Italům do defenzivy.
Dne 18. dubna 1941 podepsali zástupci monarchie v budově bývalého československého velvyslanectví v Bělehradě kapitulaci. Tehdejší vláda uprchla přes Černou Horu a jaderské přístavy do Velké Británie a působila dále jako vláda exilová.

### Rozdělení Jugoslávie a počátky ozbrojeného odporu v týlu nepřítele
Jugoslávské území bylo rozděleno tak, aby uspokojilo zájmy všech oponentů monarchie. Část Slovinska byla připojena k nacistickému Německu, okolí Lublaně pak připadlo Itálii. Na území bývalé Chorvatské bánoviny a zbytku Bosny a Hercegoviny byl zřízen Nezávislý stát Chorvatsko, kde se k moci dostalo hnutí Ustaša. Jaderské přístavy (s výjimkou Dubrovníku) muselo však Chorvatsko velmi rychle postoupit Itálii (k velké nevoli většiny chorvatského obyvatelstva). Značná část území dnešní Vojvodiny byla navrácena Maďarsku, Kosovo bylo připojeno pod italský protektorát Albánii. Bulharsko zabralo jak Makedonii tak jihovýchodní část Srbska. V Černé Hoře byl ustanoven italský protektorát. Zbytek území Srbska byl podřízen přímé německé okupační správě. Po zhruba měsíci od kapitulace byla zřízena tzv. Rada komisařů, která měla zemi spravovat.
Malá skupina příslušníků bývalé jugoslávské armády, která odmítla kapitulaci, se během války shromáždila poblíž vrchu Ravna gora v západním Srbsku, kde zformovali tzv. Jugoslávské vojsko ve vlasti; četnickou organizaci, která proklamovala pokračování v boji proti okupačním silám. Po Operaci Barbarossa se do ozbrojeného boje proti okupačním silám pustila i Komunistická strana Jugoslávie, která zorganizovala rozsáhlé partyzánské hnutí.